# Новишки (Владимирская область)
Новишки — деревня в Гороховецком районе Владимирской области России, входит в состав Денисовского сельского поселения.

## География
Деревня расположена в 1,5 км на северо-восток от центра поселения посёлка Пролетарский и в 27 км на юго-запад от Гороховца.

## История
В XIX — первой четверти XX века деревня входила в состав Ждановской волости Вязниковского уезда, с 1926 года — в состав Олтушевской волости. В 1859 году в деревне числилось 19 дворов, в 1905 году — 25 дворов, в 1926 году — 41 двор.
С 1929 года деревня входила в состав Тураковского сельсовета Вязниковского района, с 1940 года — в состав Денисовского сельсовета, с 1965 года — в состав Гороховецкого района, с 2005 года — в состав Денисовского сельского поселения.

## Население
| 2010 | 2021 |
| ---- | ---- |
| 89   | ↘54  |